# Східний Нуварагам-Палата (підрозділ окружного секретаріату)
Підрозділ окружного секретаріату Східний Нуварагам-Палатха — підрозділ окружного секретаріату округу Анурадхапура, Північно-Центральна провінція, Шрі-Ланка. Складається з 29 Грама Ніладхарі.